# 姚炜 (元朝)
姚炜，字光甫，元朝官员，河南洛阳人，姚樞的儿子。
姚炜官至河南行省左丞。泰定二年（1325年），奏请禁止屯田吏员工蚕食屯户，不要进增羡来荒废裕民之意，因为黄河屡决，请在汴梁立行都水监，效仿古法捍御临河州县，正官都要兼任知河防事。泰定帝听从。升任为陕西行台御史中丞。泰定三年（1326年），奏请搜集世祖忽必烈嘉言善行，以备皇帝时时阅览。泰定帝很高兴的采纳了。姚炜拜陕西行省平章政事。去世后，赠推忠秉德佐治功臣、光禄大夫、河南行省平章政事、柱国，追封鲁国公，谥文忠。堂兄姚燧、姚燉，姚燉官至佥江西湖东道提刑按察司事。